# Martianus
Martianus är ett släkte av skalbaggar som beskrevs av Leon Fairmaire 1893. Martianus ingår i familjen svartbaggar.
Släktet innehåller bara arten Martianus dermestoides.